# Tennis ai Giochi della XXVI Olimpiade
Le gare di tennis dei Giochi della XXVI Olimpiade si sono svolte tra il 23 ed il 3 agosto 1996 al Stone Mountain Tennis Center di Atlanta. Sono state assegnate medaglie nelle seguenti specialità:
- singolare maschile
- singolare femminile
- doppio maschile
- doppio femminile

## Podi

### Uomini
| Evento                        | Oro                                      | Argento                           | Bronzo                                      |
| Singolare maschile (dettagli) | Andre Agassi                             | Sergi Bruguera                    | Leander Paes                                |
| Doppio maschile (dettagli)    | Australia Todd Woodbridge Mark Woodforde | Regno Unito Neil Broad Tim Henman | Germania Marc-Kevin Goellner David Prinosil |

### Donne
| Evento                         | Oro                                           | Argento                              | Bronzo                                           |
| Singolare femminile (dettagli) | Lindsay Davenport                             | Arantxa Sánchez Vicario              | Jana Novotná                                     |
| Doppio femminile (dettagli)    | Stati Uniti Gigi Fernández Mary Joe Fernández | Rep. Ceca Jana Novotná Helena Suková | Spagna Conchita Martínez Arantxa Sánchez Vicario |

## Medagliere
| Posizione | Paese       |   |   |   | Totale |
| --------- | ----------- | - | - | - | ------ |
| 1         | Stati Uniti | 3 | 0 | 0 | 3      |
| 2         | Australia   | 1 | 0 | 0 | 1      |
| 3         | Spagna      | 0 | 2 | 1 | 3      |
| 4         | Rep. Ceca   | 0 | 1 | 1 | 2      |
| 5         | Regno Unito | 0 | 1 | 0 | 1      |
| 6         | Germania    | 0 | 0 | 1 | 1      |
| 6         | India       | 0 | 0 | 1 | 1      |
| Totale    | Totale      | 4 | 4 | 4 | 12     |